# 로아앤코
주식회사 로아앤코(영어: Loa & Co)는 대한민국의 정유정제 기업이다.

## 역사 및 현황
2007년 7월 4일에 반도체에너지로 설립되었으며 2008년 6월 10일에 세미콘라이트로 상호를 변경하였다가 2015년 6월에 코스닥 시장에 상장하였다.
2021년 3월 30일에는 사명을 세미콘라이트에서 SL바이오닉스로 사명을 변경하였으며 2023년 3월 29일에 SL에너지로 사명을 변경하였다. 그러나 2024년 12월 23일, 기업의 계속성 및 경영의 투명성 등을 종합적으로 고려하여 상장폐지기준에 해당한다고 결정됨에 따라 상장폐지되었다.
2025년 4월에는 현재의 사명인 로이앤코로 상호를 변경하였다.

### 내용주
1. ↑  회사 홈페이지 확인